# Beaumont-du-Périgord
Beaumont-du-Périgord korábbi község Franciaországban, Dordogne megyében. Lakosainak száma 1048 fő (2018. január 1.). Beaumont-du-Périgord Bayac, Bourniquel, Saint-Avit-Sénieur, Labouquerie, Nojals-et-Clotte, Naussannes és Monsac községekkel határos.
2016. január 1-jén három másik korábbi községgel egyesült és az így létrejött Beaumontois en Périgord új község része lett.

## Népesség
A település népességének változása:
| Lakosok száma | 1019 | 1110 | 1226 | 1155 | 1150 | 1142 | 1090 | 1893 | 1047 | 1048 |
|               | 1962 | 1968 | 1975 | 1990 | 1999 | 2008 | 2013 | 2016 | 2017 | 2018 |